# Wettinia maynensis
Wettinia maynensis là loài thực vật có hoa thuộc họ Arecaceae. Loài này được Spruce miêu tả khoa học đầu tiên năm 1859.